# Diaconesse (communauté)

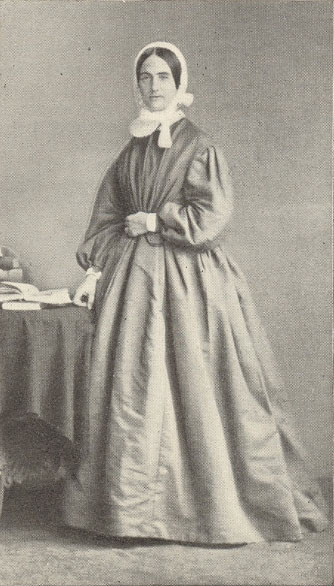
Elizabeth Ferard, diaconesse anglicane de la Communauté de Saint-André (1861).

Dans les églises protestantes, les diaconesses de communauté sont des femmes veuves ou célibataires, vivant en communauté et se consacrant au soin des malades, au soutien des pauvres et à l'éducation des jeunes.
Ce mouvement communautaire se développe au début du XIXe siècle. Le nom de diaconesse fait référence aux diaconesses d'église qui, dans l'église chrétienne primitive, assistaient le dirigeant d'une église et prenaient en charge certaines activités.

## Origine du nom
Dans l'Église chrétienne primitive, la fonction de diaconesse existait. Ainsi, Paul de Tarse, dans son Épître aux Romains (16, 1-2) recommande-t-il « Phoebé, notre sœur, qui est diaconesse de l'Église de Cenchrées ».
Leur ministère est mentionné par des pères de l’Église aussi anciens que Clément d'Alexandrie et Origène. Dans une de ses lettres, Pline le Jeune atteste l'existence de ces diaconesses lorsqu'il parle de « deux servantes » comme de diacres qu'il torture au cours d'un interrogatoire. La Didascalie des apôtres est le plus ancien document qui aborde le rôle spécifique de diacres hommes ou femmes. L'auteur incite à nommer des diaconesses pour prendre soin de femmes, lorsqu'il n'est pas approprié d'envoyer un homme. Les pères de l’Église du IVe siècle Épiphane de Salamine, Basile de Césarée, Jean Chrysostome et Gregoire de Nysse reconnaissent le fait des femmes choisies par l'évêque et ordonnées diacres. Elle est aussi présente chez d'autres auteurs chrétiens de la même époque, comme Thédoret de Cyr. Leur rôle consistait à aider l'évêque, spécialement à trois niveaux : visites pastorales dans les maisons destinées aux femmes, onction des femmes dans la liturgie baptismale où la catéchumène s'y présentait dans un état de nudité complète, et instruction des néophytes femmes.
La fonction de diaconesses disparaît ensuite du christianisme occidental. En Allemagne, les Frères moraves rétablissent l'ancien ministère des diaconesses en 1745.
Le pasteur Theodor Fliedner s'inspire de ce ministère quand il crée en 1836 sa première communauté de protestantes destinées à l'enseignement. Il  nomme ces femmes des «diaconesses» en mémoire des diaconesses de l'église primitive, faisant de la vocation diaconale une vocation évangélique.

## Histoire
Ce mouvement de vie communautaire de femmes s'est surtout développé au début du XIXe siècle sous l'influence du Réveil. Elles choisissent le célibat pas par obligation, mais parce que cela leur permet de se consacrer à la mission de leur organisation . Au contact des Frères moraves, le pasteur revivaliste Theodor Fliedner et son épouse Frederike Münster, soucieux d'alléger la misère sociale autour d'eux, fondent en 1836 à Kaiserswerth, petite ville aujourd'hui intégrée à Düsseldorf, une communauté religieuse de femmes gérant un hôpital et un centre de formation . Les diaconesses s'engageaient à servir pour une période de 5 ans renouvelable, et recevaient le gîte et le couvert, l'uniforme, un peu d'argent de poche et les soins à vie. Le modèle de Kaiserswerth inspira de nombreuses autres créations de diaconesses dans toute l'Europe protestante, particulièrement en Europe du Nord et aux Pays-Bas. L'hôpital tenu par les diaconesses de Kaiserswerth impressionna aussi beaucoup la jeune Florence Nightingale.
En France, les « Diaconesses de Reuilly » sont fondées in 1841 à Paris par une laïque, Caroline Malvesin (1806-1889), en collaboration avec le pasteur Antoine Vermeil (1799-1864), avec l'appui d'un comité de femmes fortunées touchées par le réveil et fréquentant la chapelle Taitbout. La plupart du temps, l'activité de ces diaconesses est dans le domaine caritatif ou dans l'enseignement, mais certaines sont aussi théologiennes et/ou pasteures, spécifiquement chez les Diaconesses de Buc qui font partie des Diaconesses de Reuilly. Les Diaconesses de Strasbourg furent à leur tour fondées en 1842 par le pasteur luthérien François-Henri Haerter (1797-1874).
En Suisse, l'« Institution des diaconesses » fut fondée en 1842 à Échallens par le pasteur réformé Louis Germond,.
Le Royaume-Uni fut aussi atteint par la vague des diaconesses. En 1840, Elizabeth Fry fonda la communauté des Nursing Sisters, s'inspirant de la pensée du pasteur Fliedner. Cette communauté, destinée à fournir des garde-malades, regroupait des femmes vouées au célibat, portant l'uniforme , s'engageant pour une période de 3, 5 ou 7 ans, formées par la communauté pour des soins rémunérés aux pauvres et aux malades,. En 1849, l'ordre des Sisters of Mercy fondée par Lydia Sellon (en) et l'évêque d'Exeter, destiné à former des jeunes femmes se dévouant à Dieu, au soin des malades et à l'instruction, a fait l'objet d'une enquête pour sa dérive très catholique (vie monacale, prière devant la croix, vœux d'obéissance...) que sa fondatrice lui faisait prendre. En 1862, Elizabeth Ferard (en) fut reconnue comme la première diaconesse de l’Église d'Angleterre par l'évêque de Londres. Elle avait fondé sa communauté le 30 novembre 1861 au nord de Londres, communauté qui allait bientôt prendre le nom de communauté Saint-André (en). Des communautés filles furent bientôt lancées à Melbourne, Lahore, Grahamstown (Afrique du Sud) et en Nouvelle-Zélande.
Lady Grisell Baillie (en) (1822–1891) fut la première diaconesse de l’Église d’Écosse, nommée en 1888. L'hôpital des diaconesses ouvert à Édimbourg en 1894 fut d'abord baptisé le « Lady Grisell Baillie Memorial Hospital » et renommé plus tard « hôpital des diaconesses ».
La Seconde Guerre mondiale fit subir de lourds dommages aux œuvres de diaconesses en Allemagne. 7 000 d'entre elles durent fuir la zone soviétique et se réfugier à l'ouest.

## Situation actuelle
En 1957, il y avait en Allemagne quelque 46 000 diaconesses et 10 000 associés. Dans les autres pays, il y avait quelque 14 000 diaconesses, en majorité luthériennes. Il y en avait 1 550 aux États-Unis et au Canada, dont la moitié étaient méthodistes.